# 坂田怜
坂田 怜（さかた れい、1999年9月13日 - ）は、埼玉県熊谷市出身の元プロ野球選手（投手）。右投右打。NPBでは育成選手であった。

## 経歴

### プロ入り前
小学1年生からソフトボールを始め、熊谷市立奈良中学校入学後は熊谷リトルシニアに所属し硬式野球を始める。
正智深谷高等学校に入学後、同校の野球部に入学。高校2年秋の予選（県2回戦）で主戦の座を掴み、地区2戦目･滑川総合高等学校戦で7-2の完投勝利を挙げた。高校3年夏の県大会では初戦で狭山ヶ丘高等学校に7-8で敗れ、敗退。その後の体作りで体重を9kg増やし、大学卒業後のプロを目指して中部学院大学に進学した。
2018年4月、中部学院大学人間福祉学部人間福祉学科に入学。
大学1年秋には初登板で完封勝利を挙げ、その後も順調に成長し、最高球速を143km/hまで伸ばすも2019年3月に心臓病を患っていることが発覚。大学3年に進級する2020年に大動脈の根元が膨らんで破裂するバルサルバ洞動脈瘤破裂と診断され、同年4月に手術を受けた。胸骨を切る開胸手術を行った結果、上半身の柔軟性が失われ、球速は10km/h以上も低下した。「他の球種で打ち取れるボールを覚えたら」と当時、硬式野球部の監督だった原克隆の助言もあり、ナックルボーラーに転身することを決意した。
10月11日に行われたドラフト会議で広島東洋カープから育成選手ドラフト4位で指名され、11月4日に、支度金330万円、年俸300万円で仮契約した。背番号は122。

### 広島時代
2022年はウエスタン・リーグ公式戦8試合に登板し、0勝1敗、防御率8.31の成績だった。球団は秋のみやざきフェニックス・リーグの期間、広島在籍時にナックルボーラーの使い手としてプレーしていたジャレッド・フェルナンデスを坂田のために臨時投手コーチとして招聘することを発表した。
2023年はウエスタン・リーグ公式戦9試合に登板し、勝敗無し、防御率8.22の成績だった。この年も秋のみやざきフェニックス・リーグに参加した。
2024年はウエスタン・リーグ公式戦5試合に登板し、0勝1敗、防御率18.00の成績で、10月8日に戦力外通告を受けた。

## 詳細情報

### 年度別投手成績
- 一軍公式戦出場なし

### 背番号
- 122（2022年[4] - 2024年）